# 櫻井映里
櫻井映里（日语：さくらい えり；1977年10月17日—）是日本女演員，本名長島繪里子（日语：ながしま えりこ），神奈川縣出身。所屬經紀公司為リングエンターテインメント株式会社。

## 演出
- 爆龍戰隊暴連者（2003年2月16日－2004年2月8日、朝日電視台）飾演 破壞之使徒 貞德／真幌
- 女と愛とミステリー 轟法律事務所・見えない絆（2004年9月26日、東京電視台）飾演 相田ゆかり
- どんぶり刑事（2006年）飾演 松浦玲子
- 罠の交差点（2008年3月23日、TBS電視台）飾演 法村奈保子
- ヤメ検の女(1)（2009年11月14日、朝日放送電視台）飾演 「テヅカのタネ」社員

## 外部連結
- https://mydramalist.com/people/7895-sakurai-eri
- https://www.nautiljon.com/people/sakurai+eri.html （页面存档备份，存于）
- http://www.tvdrama-db.com/name/p/type-CAST=keyex-%E6%A1%9C%E4%BA%95%E3%80%80%E6%98%A0%E9%87%8C